# Kjeld og Dirch: En Kærlighedshistorie
Kjeld og Dirch: En Kærlighedshistorie er et teaterstykke, som blev opført på Nørrebro Teater i perioden 5. marts til 8. maj 2011. 

## Forestillingens teaser
Historien om et særligt venskab
Den 3. september 1980 falder Dirch Passer om på Tivolirevyens scene. Han dør senere samme aften, 54 år gammel.
Netop i dette øjeblik tager Kjeld og Dirch – en kærlighedshistorie sin begyndelse. Da Dirch dør, ser han sin gamle ven Kjeld Petersen for sig. Kjeld Petersen døde i 1962, men står nu lyslevende for sin ven og fortæller, at han vil vise ham "verdens bedste vittighed". Det bliver indledningen til en rejse, hvor publikum hvirvles med tilbage gennem Dirchs liv og hans partnerskab med Kjeld – et sus af byture og kvinder, kreative flyveture og smertefulde brud, ikke mindst i relationen mellem de to komikere selv.
Kjeld og Dirch – en kærlighedshistorie er en fri gendigtning af det særlige forhold, som fandtes mellem Kjeld og Dirch. Anders Matthesen spiller hovedrollen som Dirch Passer, mens Jonatan Spang skildrer Kjeld Petersen.

## Medvirkende
- Jonatan Spang
- Anders Matthesen
- Jens Jørn Spottag
- Marie Dalsgaard
- Rikke Lylloff
- Camilla Bendix